# Fotoradar
Treść tego artykułu należy opracować w taki sposób, aby nie uwypuklała nadmiernie polskiej specyfiki / aby nie zawężała się tylko do polskich warunków
Dokładniejsze informacje o tym, co należy poprawić, być może znajdują się w dyskusji tego artykułu.
 Po wyeliminowaniu niedoskonałości należy usunąć szablon [[Szablon:Dopracować|]] z tego artykułu.

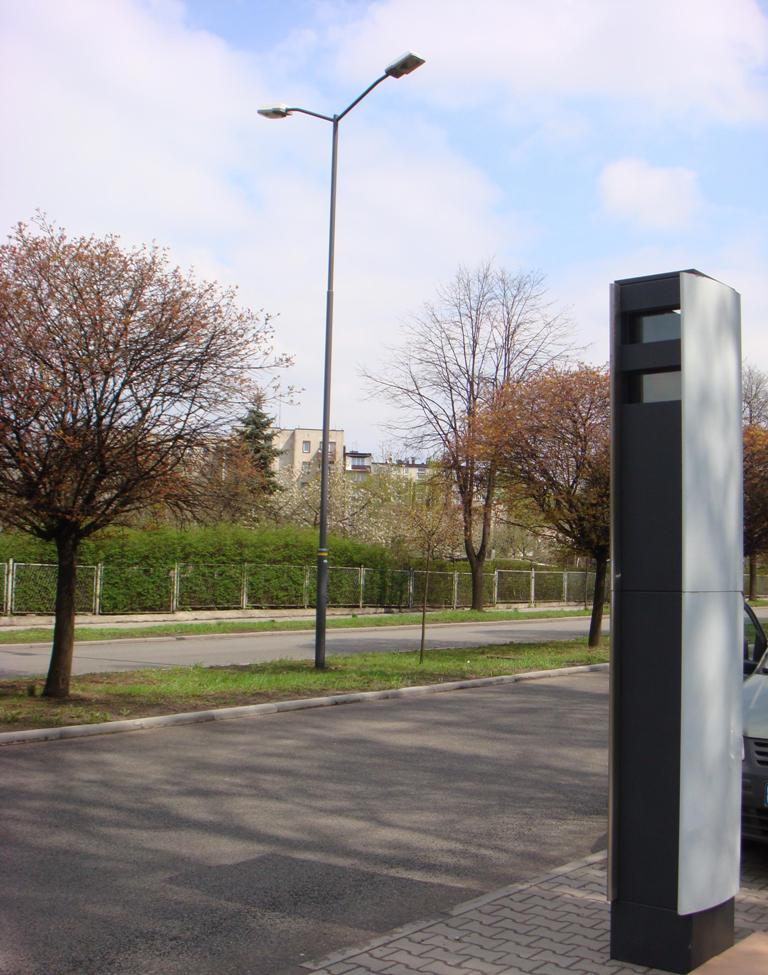
Maszt TraffiTower wyposażony w fotoradar MultaRadar CM – wersja stacjonarna

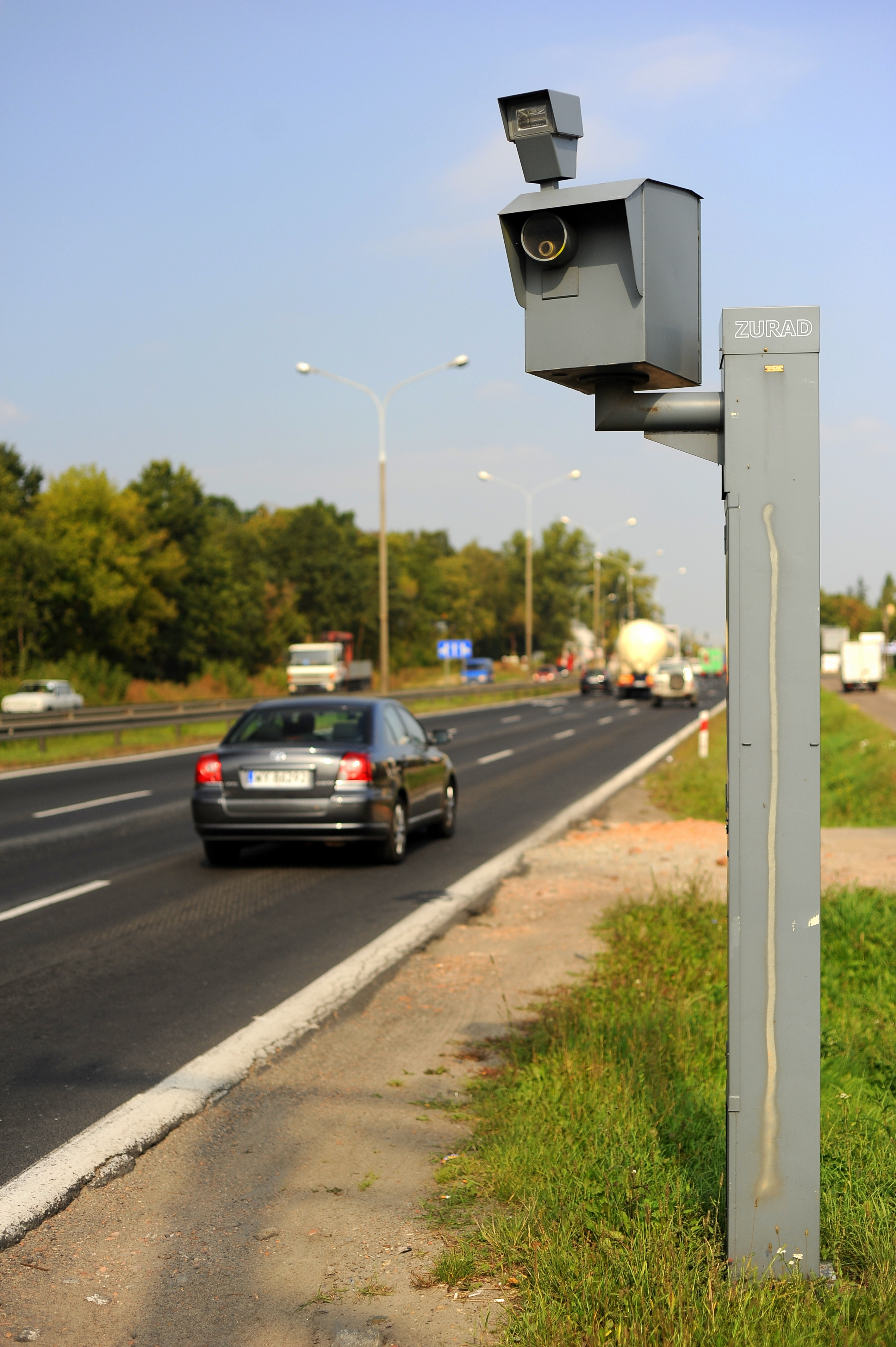
Fotoradar w Markach

Fotoradar – urządzenie służące do rejestrowania przekroczenia dopuszczalnej prędkości pojazdów. Jest montowane na statywie i może być zasilane z akumulatora albo umieszczone w obudowie na specjalnym słupie i wówczas zasilane z sieci miejskiej lub akumulatora. Fotoradar fotografuje pojazdy, które przekraczają określoną w danym miejscu prędkość. W zależności od sposobu umieszczenia może mierzyć prędkość pojazdu zbliżającego się lub oddalającego od obiektywu. Wtedy jednak nie może zarejestrować twarzy kierowcy, co może być ważne jeśli pojazd został pożyczony. W starszych urządzeniach zdjęcia są zapisywane na kliszy fotograficznej, w nowszych na elektronicznym nośniku danych lub przesyłane na bieżąco do centrali systemu.
Fotoradar rejestruje:
- samochód
- numer rejestracyjny
- wizerunek kierującego
- datę i godzinę zdarzenia
- miejsce popełnienia wykroczenia
- prędkość, z jaką jechał samochód
- prędkość dozwoloną.

Zaletą tego urządzenia jest to, że rejestruje wykroczenia bez konieczności zatrzymywania kierowców. Fotoradar musi posiadać ważne świadectwo legalizacji, które jest niezbędne podczas jego użytkowania.
W celu uporządkowania i centralizacji systemu fotoradarów wprowadzono system CANARD, w ramach którego 576 masztów do fotoradarów należących do Policji i 445 do GDDKiA przekazano Inspekcji Transportu Drogowego. Część urządzeń (atrapy, maszty bez podłączonej energii elektrycznej) została zdemontowana, puste maszty mają zostać wyposażone w urządzenia rejestrujące, oprócz tego powstaną zupełnie nowe maszty. Obecnie Inspekcja Transportu Drogowego ma w dyspozycji 870 masztów.
W Polsce w 2016 samorządy terytorialne straciły prawo do używania fotoradarów. Około 400 fotoradarów zostało wyłączonych, ponieważ Inspekcja Transportu Drogowego nie otrzymała pieniędzy na ich przejęcie. W ocenie Krajowej Rady Bezpieczeństwa Ruchu Drogowego działającą przy Ministerstwie Infrastruktury był to główny powód wzrostu liczby wypadków drogowych i ich ofiar w 2016. Było to odwróceniem tendencji spadkowej trwającej od 2011.
W miejscach, gdzie są tylko znaki ograniczenia prędkości, nie stosuje się do nich 52 - 61% kierowców, w miejscach gdzie stoją fotoradary 14 - 24%.

## Wykorzystywane technologie
Fotoradary wykorzystują różnorodne technologie do pomiaru prędkości pojazdów na drogach. Najczęściej stosowane są urządzenia radarowe, które emitują fale elektromagnetyczne odbijające się od nadjeżdżających pojazdów; na podstawie zmian częstotliwości tych fal system oblicza prędkość pojazdu. Innym rozwiązaniem są lidary, czyli urządzenia laserowe, które wysyłają wiązkę lasera w stronę pojazdu; po odbiciu od karoserii i powrocie do urządzenia, na podstawie długości fali świetlnej, obliczana jest prędkość. Coraz częściej stosuje się również odcinkowy pomiar prędkości, polegający na rejestracji czasu przejazdu pojazdu między dwoma punktami i obliczeniu średniej prędkości na danym odcinku drogi. 
Dodatkowo, w celu monitorowania prędkości pojazdów na polskich drogach, dostępne są interaktywne mapy fotoradarów, które pomagają kierowcom w identyfikacji lokalizacji tych urządzeń i dostosowaniu jazdy do obowiązujących ograniczeń.